# Sou Tout Apwe Fete Fini
Sou Tout Apwe Fete Fini (Kreolisch: „Drunk After the Party Finishes“ – „Betrunken wenn die Party vorbei ist“, STAFF) war eine satirische politische Partei im karibischen Inselstaat St. Lucia.

## Geschichte
Chris Hunte (Christopher Hunte), ein Fernseh-Moderator, gründete die Partei aus satirischen Motiven. Vor allem, dass Politiker Rum und Hühnchen als Mittel zur Stimmenwerbung benutzen, wurde damit kritisiert. Das Symbol der STAFF Party war eine Rumflasche.
In den Wahlen 2001 trat die Partei mit fünf Kandidaten an, erhielt jedoch nur 230 Stimmen und damit keinen Sitz. Sie trat nur in diesen Wahlen an.